# Paralela (trinchera)
Se llama paralela a una trinchera que se abre paralelamente a una plaza a la que se ha puesto sitio. Se comunican unas con otras por medio de caminos abiertos. 
La inventó el célebre ingeniero francés Vauban en el siglo XVII. 